# Gutbrod (Unternehmen)

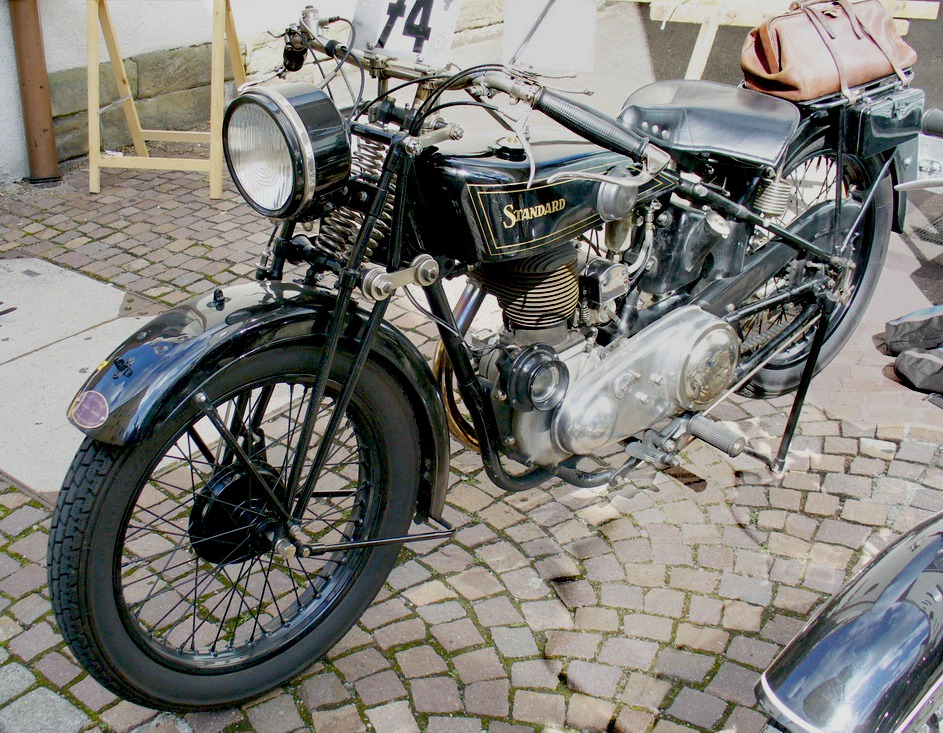
Standard-Motorrad

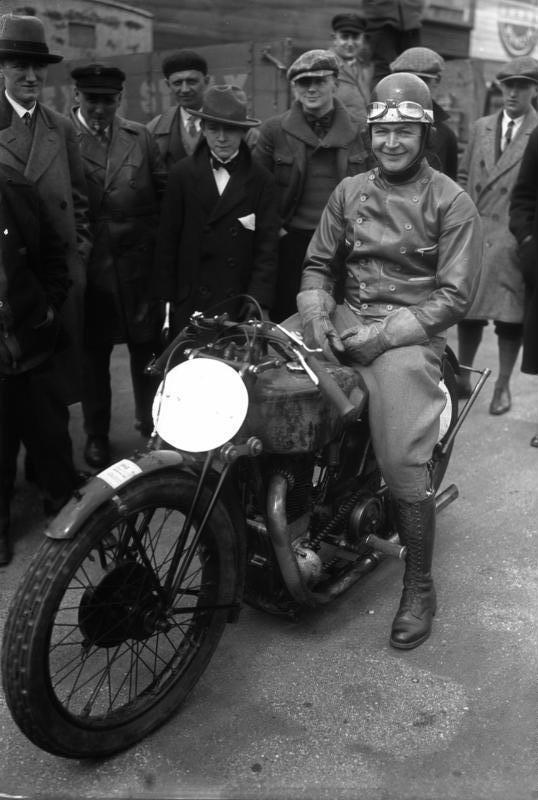
Ernst Günther Burggaller 1925 auf einer Standard

Gutbrod war ein Motorrad-, Automobil- und Maschinenhersteller in Plochingen am Neckar und in Bübingen an der Saar.

## Geschichte
Wilhelm Gutbrod (1890–1948) gründete 1926 in Ludwigsburg die Standard Fahrzeugfabrik GmbH und produzierte zuerst Motorräder, später auch Automobile sowie Dreirad- und Vierrad-Lieferwagen. Das Unternehmen zog 1933 nach Stuttgart-Feuerbach und 1937 nach Plochingen am Neckar um.
Gutbrod produzierte Ende der 1930er Jahre u. a. den Motormäher Standard R 3, der über einen Antrieb mit 5 PS verfügte und auch mit einer Zusatzvorrichtung zum Getreideschnitt bzw. zum Antrieb einer Güllepumpe oder einer Kreissäge eingesetzt werden konnte. Sein Grundpreis im Jahr 1940 betrug 700 RM (entspricht heute etwa 3.500 EUR). Während des Zweiten Weltkriegs wurde der Standard R 3 nur noch auf besondere Bewilligung der zuständigen Landesbauernschaft abgegeben.
Die von Gutbrod produzierten Motorräder errangen national und international zahlreiche Erfolge bei Rennen und Langstreckenfahrten. Das erste Automobil des Unternehmens vom Typ Standard Superior 500 wurde noch vor dem späteren VW als erster Volkswagen vermarktet. Die Lieferwagen waren vor allem wegen ihrer Robustheit sehr erfolgreich.
Im Zweiten Weltkrieg kam die Produktion vollständig zum Erliegen. 1946 wurde das Werk in Plochingen teilweise demontiert. Ab 1949 wurde dort aber wieder produziert, unter anderem mehrere Varianten des Kleinwagens Superior. Darunter war 1952 eines der ersten Serienfahrzeuge der Welt mit Benzindirekteinspritzung, der Gutbrod Superior 700E. 1953 führte die Zahlungsunfähigkeit zu einem Teilverkauf des Unternehmens. 1954 endete die Autoproduktion und 1957 wurde das Werk Plochingen geschlossen. In Bübingen wurden weiterhin Maschinen für Landwirtschaft, Gartenbau und kommunale Aufgaben hergestellt.
Bis zur Übernahme durch die Modern Tool and Die Company (MTD) im Jahr 1996 stellte Gutbrod überwiegend motorbetriebene Rasenmäher und Kleintraktoren her. Das Werk in Bübingen wurde 1996 zum Hauptsitz und Europa-Zentrale der MTD Products AG.
Heute werden Hand- und Aufsitzmäher, Vertikutierer und Motorhacken unter dem Namen Gutbrod angeboten.

### Werk Saarbrücken (Bübingen)
Das Werk Saarbrücken bietet zwei Beispiele für den Erfindergeist des Unternehmens. Zum einen lief hier 1962 der erste Kleintraktor, zum anderen 1983 der erste Motor-Schneeräumer der Welt vom Band.

### Nutzfahrzeuge

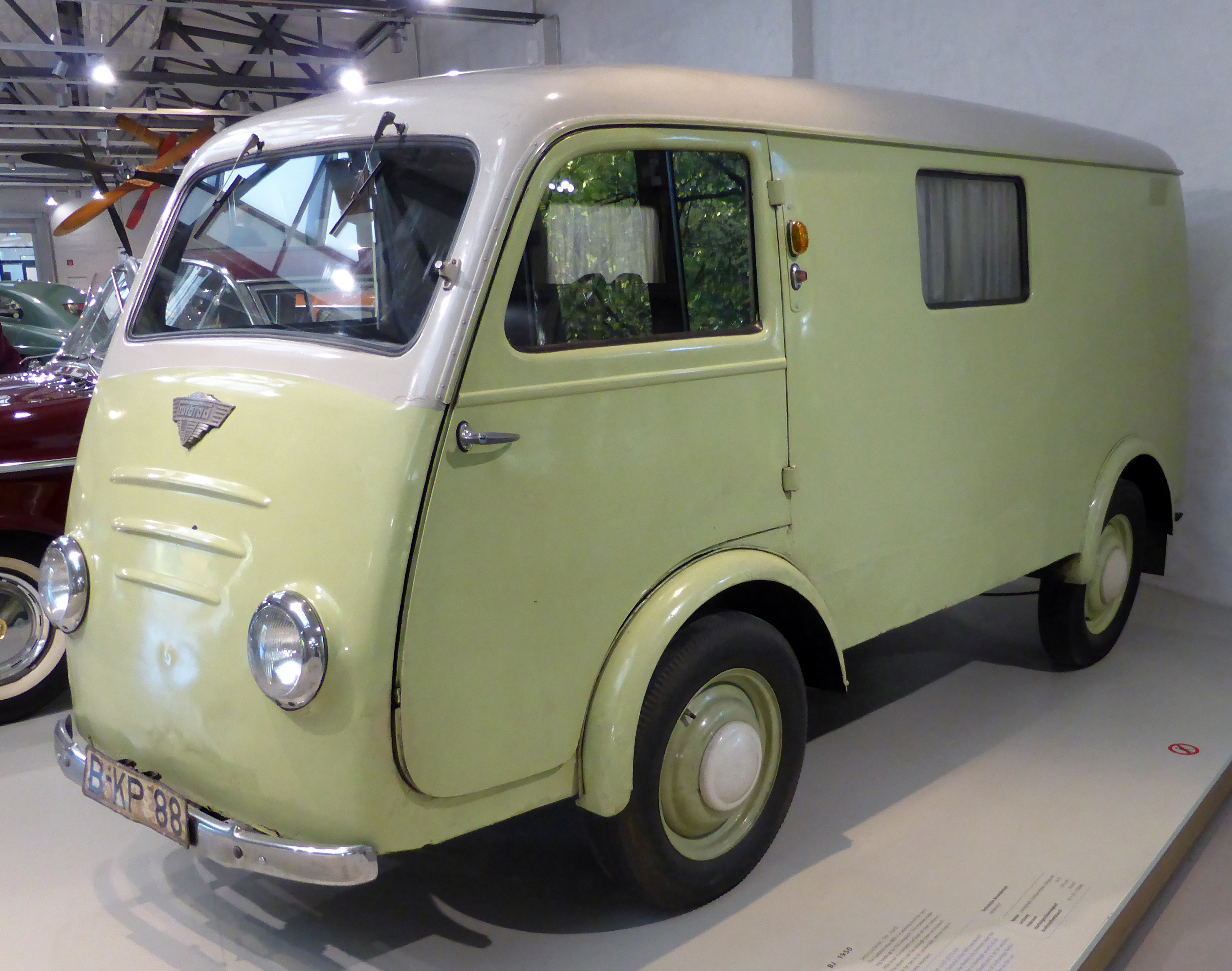
Gutbrod Atlas 800, Baujahr 1950

Gutbrod hatte vor dem Krieg als „Standard Fahrzeugfabrik“ zunächst in Ludwigsburg, dann in Feuerbach (Stuttgart) und später in Plochingen, Drei- und Vierrad-Lieferwagen gebaut. Ab 1946 wurden wieder kleine Nutzfahrzeuge als Typ Gutbrod Heck 504 gebaut, wobei bis 1950 davon 3810 Pritschen- und Lieferwagen hergestellt wurden. 1950 wurde dieses Fahrzeug durch den Typ Atlas 800 ersetzt, der als Pritschen- und Kastenwagen sowie als Bus hergestellt wurde. Es wurden davon insgesamt 10.906 Nutzfahrzeuge gebaut, aber trotz allem konnte nicht gewinnbringend produziert werden und wegen finanzieller Schwierigkeiten ab 1952 musste der Nutzfahrzeugbau Anfang 1954 eingestellt werden. In den 1970er Jahren wurde in Ludwigsburg auf dem ehemaligen Areal der Fabrik der Neubau des Landratsamtes errichtet.

### Direkteinspritzung

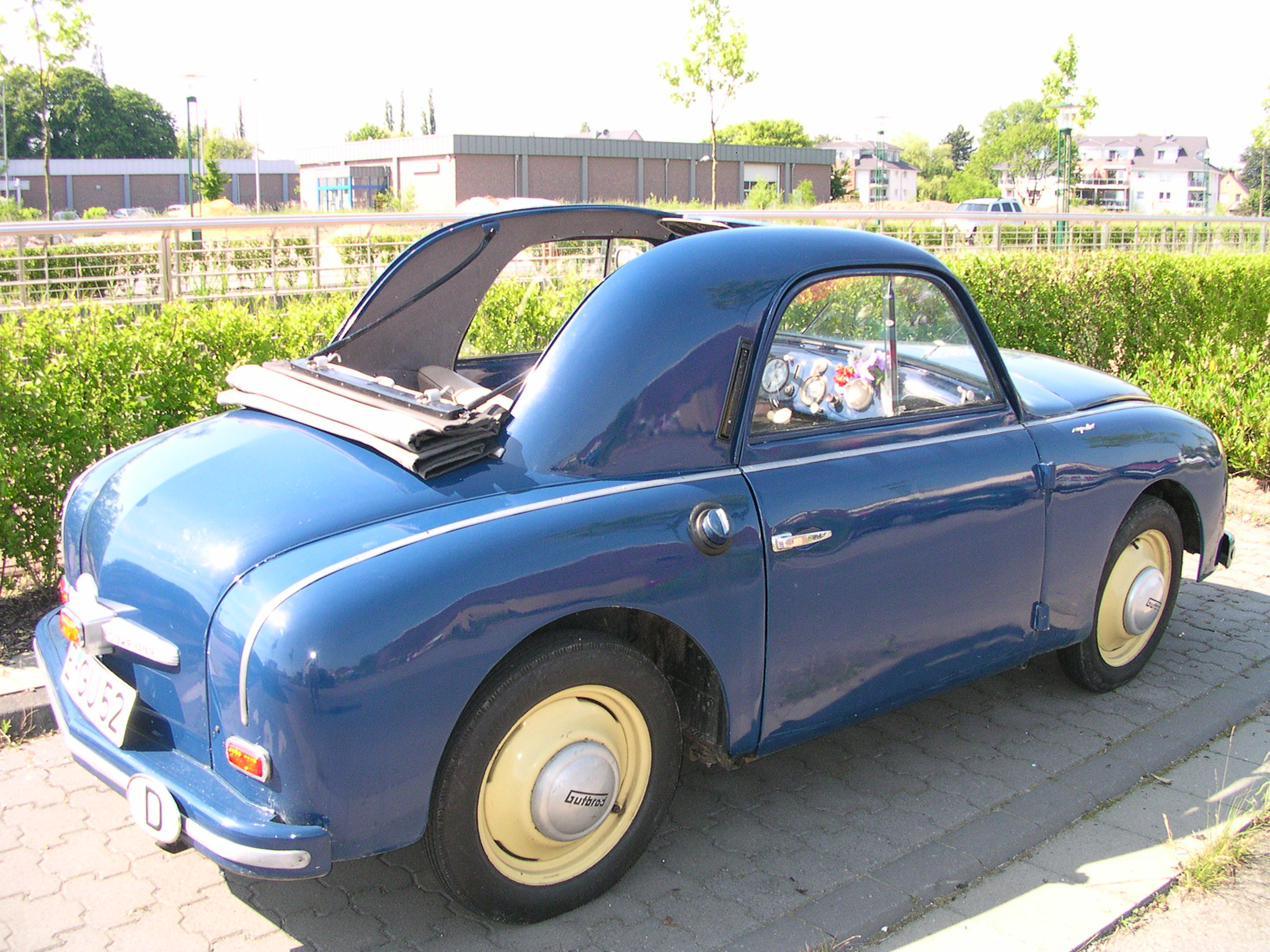
Gutbrod Superior

Die ersten PKW mit einer Direkteinspritzung waren die 1951 erschienenen Modelle Gutbrod Superior und Goliath GP 700. Beide Fahrzeuge hatten einen seit 1949 unter der Leitung von Hans Scherenberg entwickelten Zweitaktottomotor von 700 cm³ und 26 PS (19 kW), der mit einer modifizierten Dieseleinspritzanlage von Bosch ausgerüstet war. Die Fahrzeuge hatten gute Fahrleistungen und einen günstigen Benzinverbrauch, 30 % weniger als die Vergaservarianten. Scherenberg wechselte später zu Mercedes-Benz.
Diese Technik wurde danach abgewandelt (da Viertakter) im Sportwagen Mercedes-Benz W 198 (300 SL) verwendet.

## Modelle

### Standardmotorräder
- AT 500 (1926–1929)
- AS 500 (1926–1928)
- AS 350 (1927–1929)
- BT 500 (1929–1931)
- BT 750 (1928–1930)
- BT 1000 (1930–1933)
- CT 350 (1930–1933)
- CS 500 (1930–1932)
- CT 500 (1930–1933)
- BT 600 (1931–1932)
- CT 600 (1931–1932)
- CS 350 (1931–1932)
- DS 200 „Kobold“ (1931–1934)
- DR 500 (1931–1932)
- FS 200 „Hexe“ (1932)
- FT 350 (1932)
- Feuergeist GZ 175 (1932–1933)

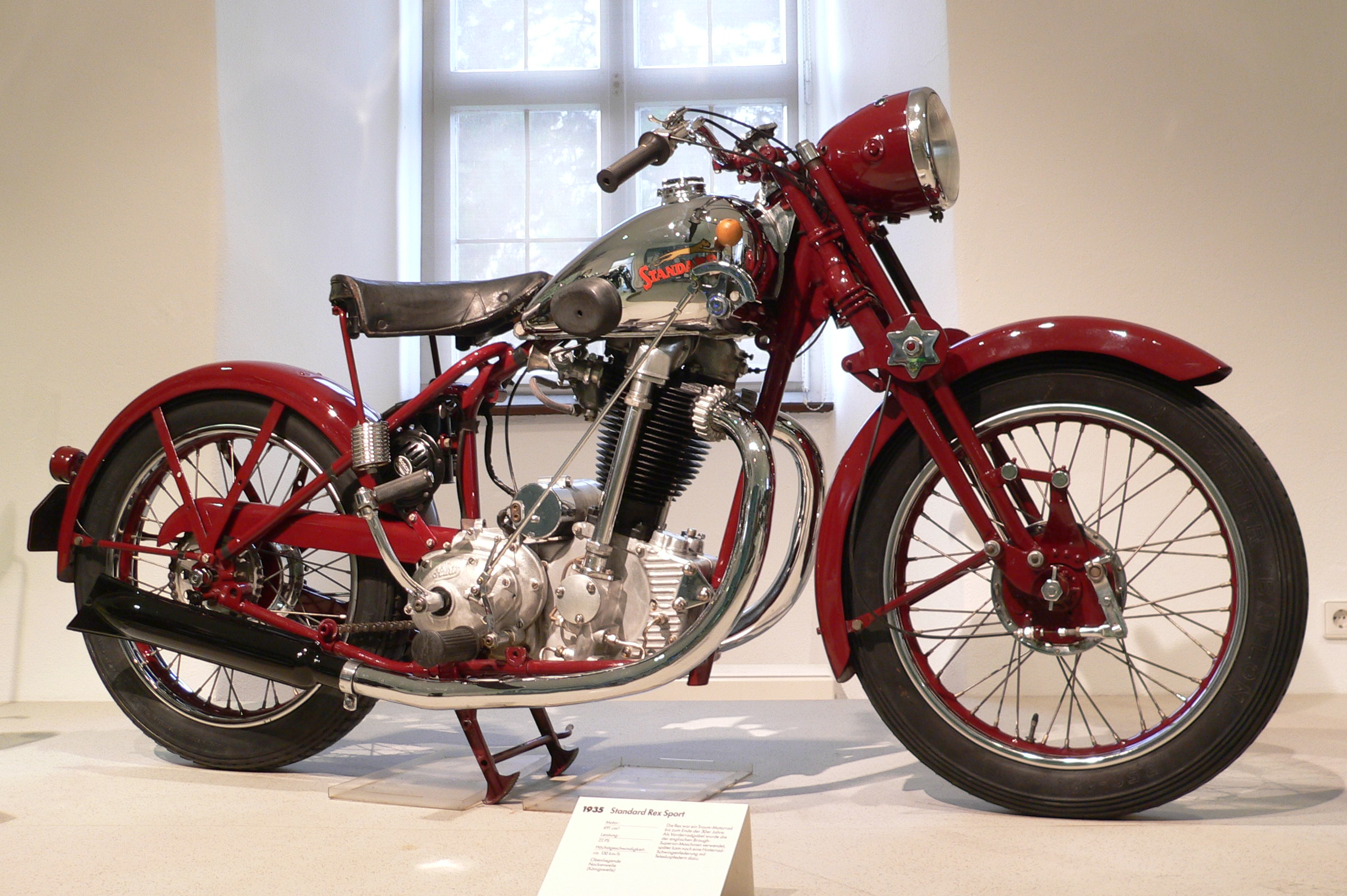
Standard „Rex Sport“ von 1935 im Zweirad-Museum Neckarsulm

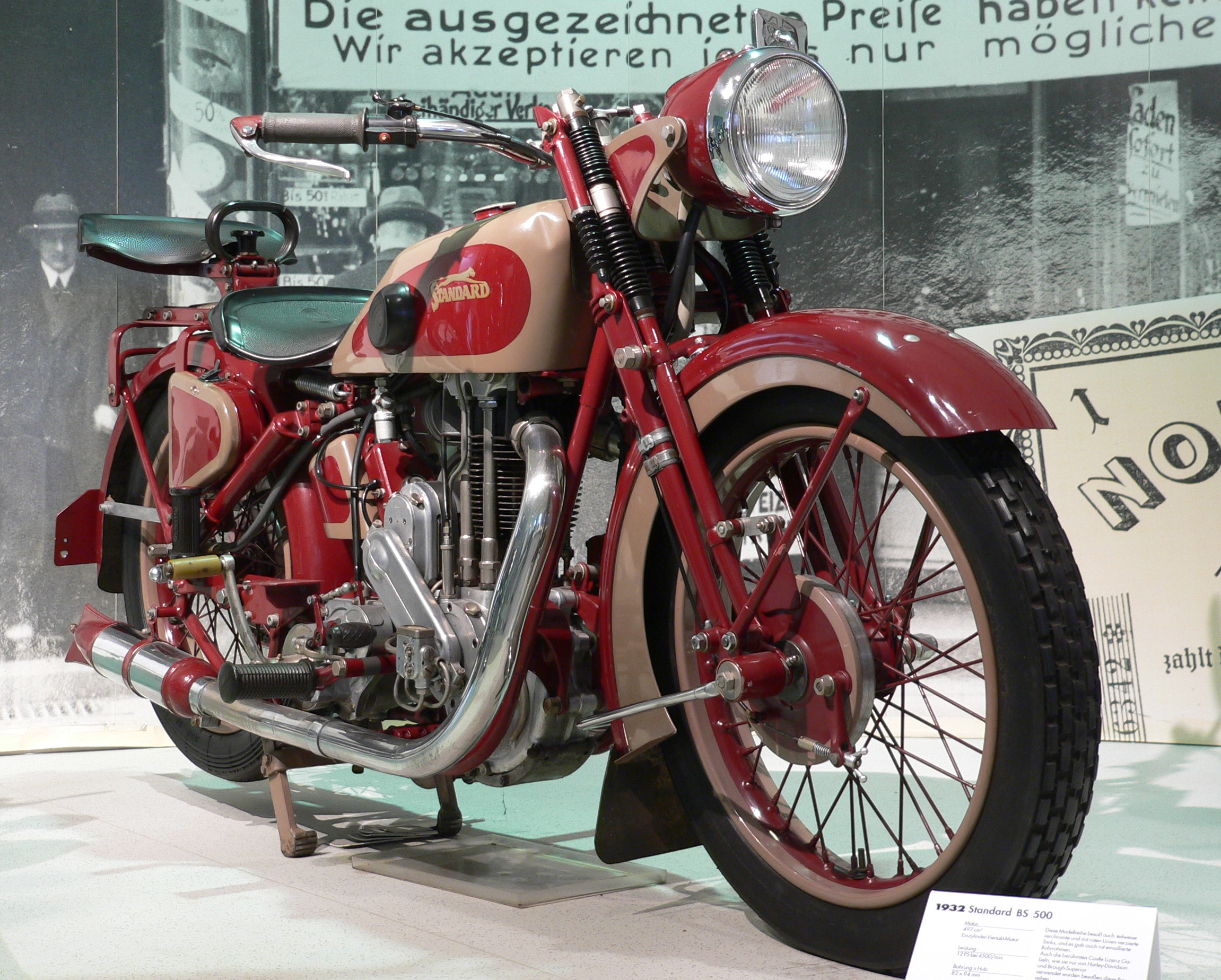
Standard „BS 500“ von 1932 im Zweirad-Museum Neckarsulm

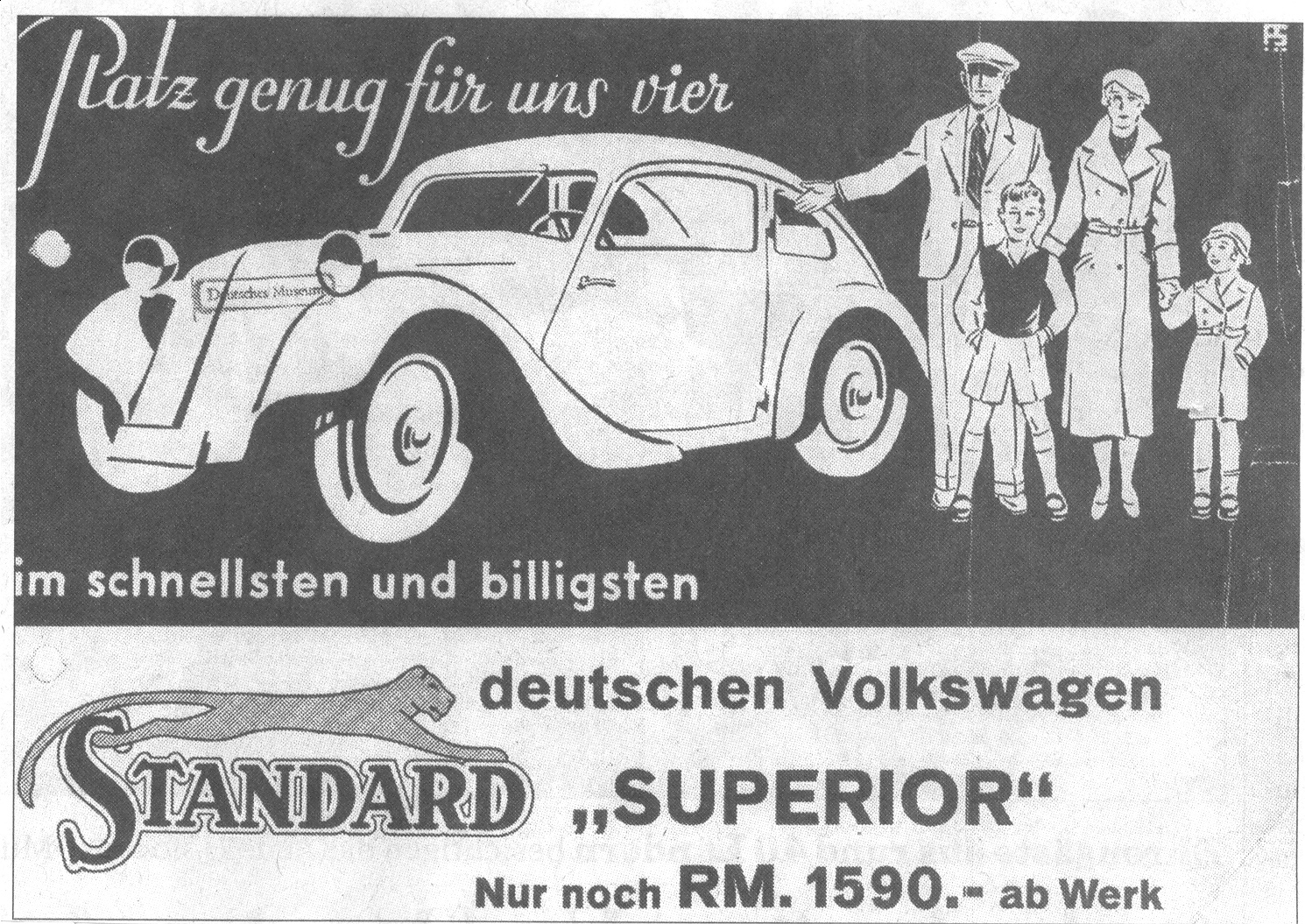
Der erste „Volkswagen“ von Josef Ganz, 1933

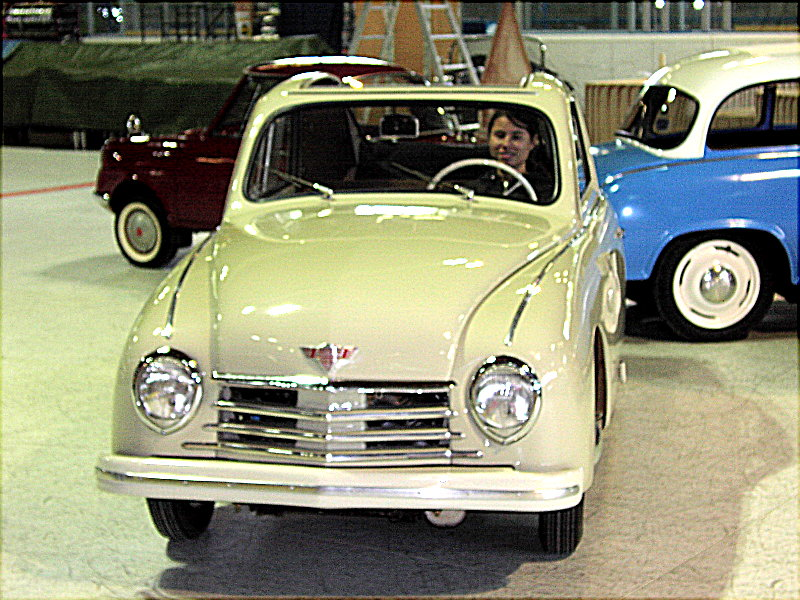
Gutbrod 600 (1952)

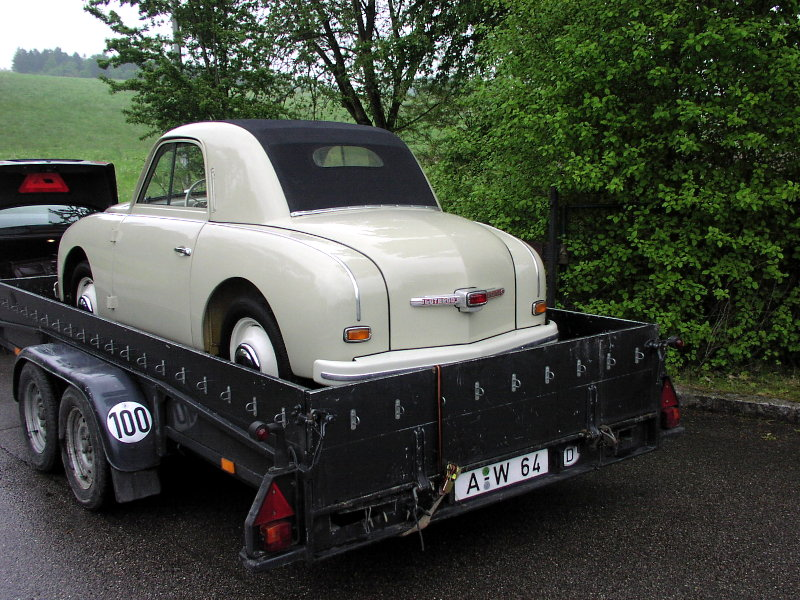
Gutbrod 600 (1952)

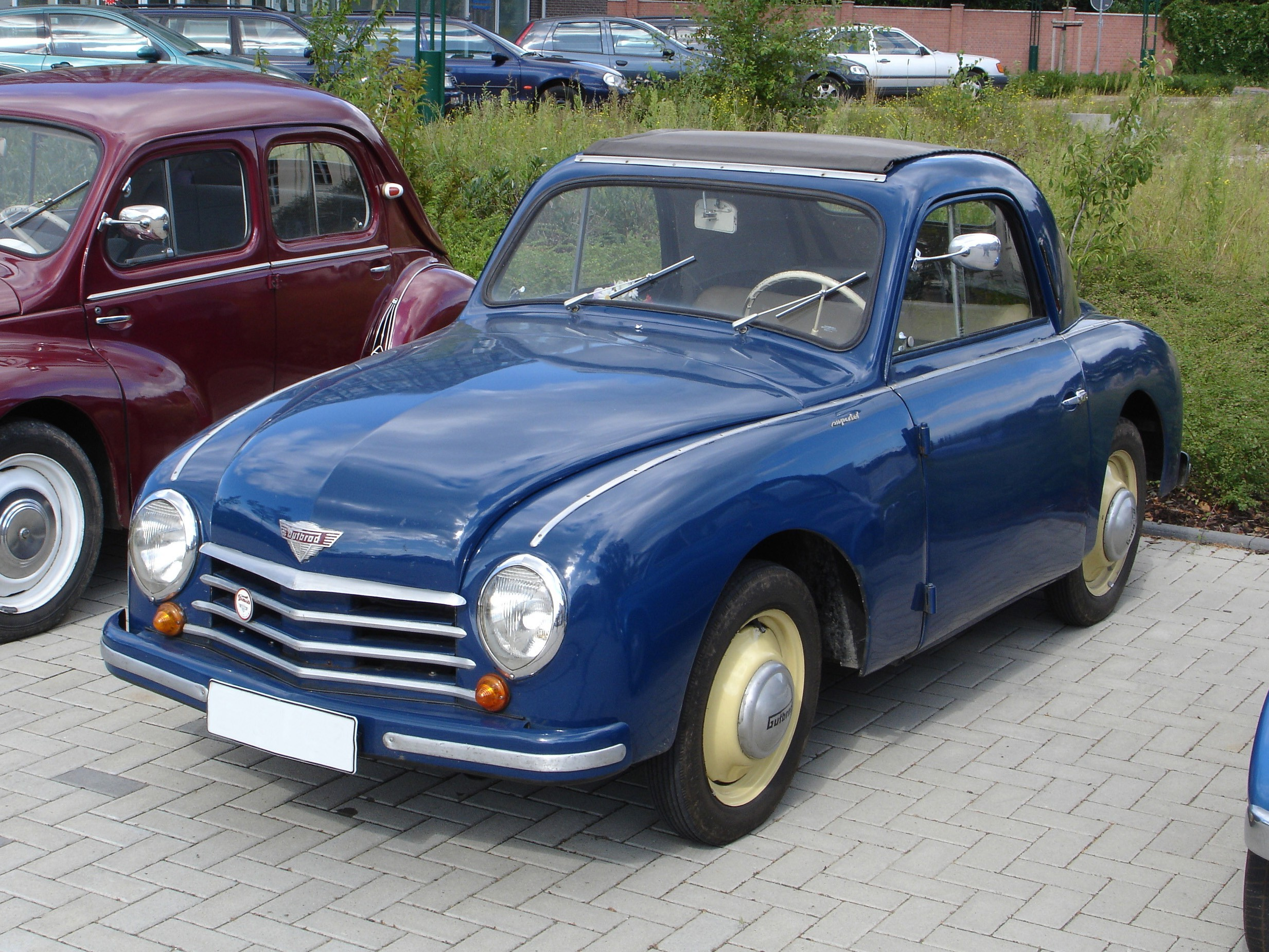
Gutbrod Superior (ca. 1952)

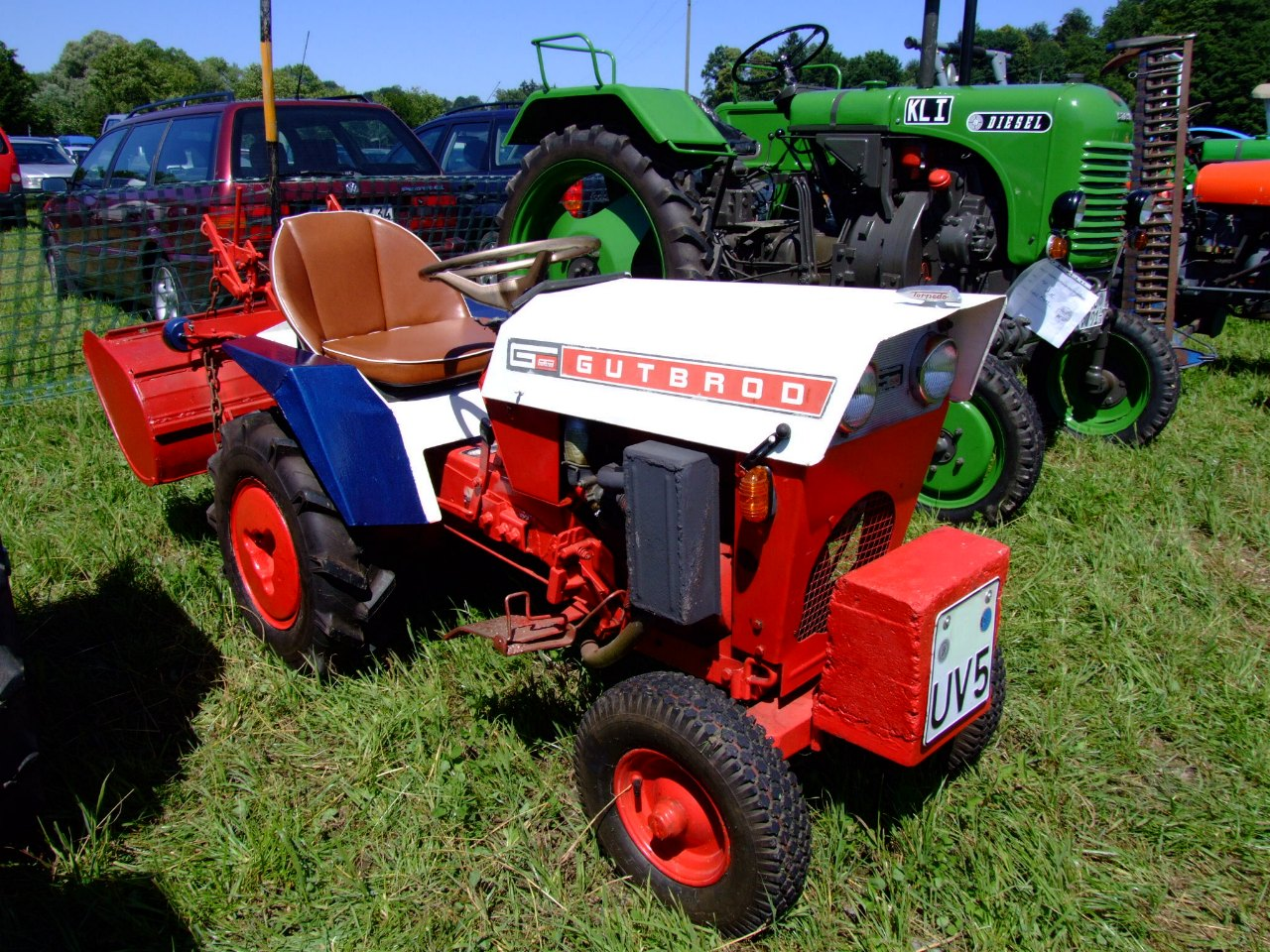
Gutbrod Kleintraktor 1031 mit Fräse (1967)

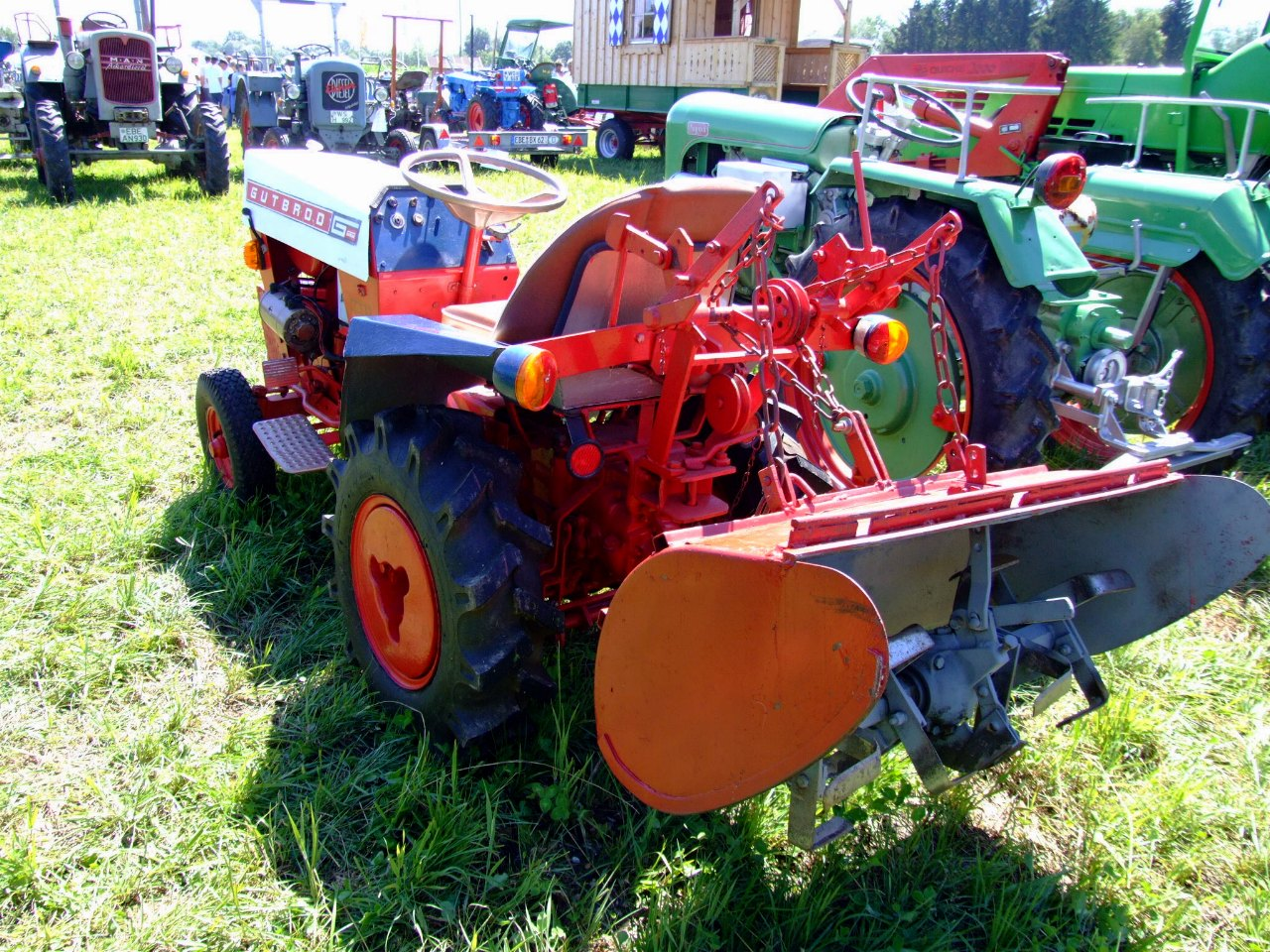
Gutbrod 1031 mit Fräse (1967)

- Feuergeist Block FB 200 (1933–1935)
- Feuergeist Luxus Block FB 200 (1935–1937)
- Rex Touren 350 (1933)
- Rex Sport 350 (1933–1936)
- Rex Sport 350 H 354 (1936–1940)
- Rex Sport 350 H 354 / Saarland  (1946–1950)
- Rex Record 350 (1933)
- Feuergeist Prima, Nixe, Nixe Luxus (1934–1936)
- Kobold Block J 200 (1934–1936)
- Kobold Block Spezial Gelände J 250 (1934–1935)
- Kobold Block Spezial Gelände J 350 (1935)
- Spezial Gelände G 354 (1934)
- Rex Sport 500 (1934–1935)
- Langhub L 500 (1934–1935)
- Roland 500 (1934)
- Touren LF 500 (1936)
- Touren T 353 (1936–1940)
- Rekord 200 (1937–1938)
- Sport 350 (1937–1938)
- Kurier 500 (1937–1940)
- Feuergeist Luxus Block G 250 (1938–1939)
- Feuergeist Luxus Block T 250 (1939–1940)

### Standard- und Gutbrod-PKW
- Standard Superior 400/500 (1933–1934)
- Gutbrod Superior 600/700 (1949–1954)

### Gutbrod-Lieferwagen und -Dreiräder
- Progress 200 Dreirad (1933–1935)
- Merkur (1934–1937)
- Hermes (1935–1936)
- Standard P 203/P 503 Dreirad (1935–1939)
- Standard H 204/H 504 (1936–1939)
- Standard HV 504 (1937–1939)
- Standard E1 Dreirad (1939–1945)
- Gutbrod Heck 504 (1946–1949)
- Gutbrod Heck 604 (1949–1950)
- Gutbrod Atlas 800 (1949–1953)
- Gutbrod Atlas 800/H (1953–1954)
- Gutbrod Atlas 1000 (1951–1954)
- Gutbrod Atlas 1000/3 (1953–1954)
- Gutbrod Atlas 700 (1953–1954)

### Gutbrod-Schlepper
- Farmax (1949–1950)
- ND 15 (1949–1951)
- ND 25 (1950–1951)
- ND 36 (1950–1951)
- 1017
- 1030
- 1031 (1967)
- 1032
- 1040
- 1050
- 2016H
- 2060 (1970)
- 2350
- 2400
- 2450
- 2500
- 2600 (1977)
- 2850 (1982)
- 2900
- 4000
- 4200
- 4250
- 4300
- 4350
- 5020 (1995)
- 5025

### Gutbrod-Rasentraktoren
- Autoboy 803
- Golf
- Spieder
- 808
- 1000
- 1005
- 1008
- 1010
- 1012
- 1030
- 1050
- 1114 AWS
- 1200
- 1500D
- GLX 92
- GLX 105
- GLX 122
- JLX 76
- XLX 117 SAL

### Gutbrod-Einachser
- BM 100
- MF 70
- MF 72
- Mf 8
- U 5
- U 6
- U 70
- U 72
- Kobold
- Puma
- Rex
- Terra
- Trabant
- Unica
- 410
- 550
- 650
- 750
- 900
- R 3

## Neuzulassungen von Gutbrod-Pkw im Deutschen Reich von 1933 bis 1938
| Jahr | Zulassungszahlen |
| ---- | ---------------- |
| 1933 | 196              |
| 1934 | 185              |
| 1935 |                  |
| 1936 | 6                |
| 1937 | 33               |
| 1938 | 36               |

1950 wurden 616 neue Pkw dieses Herstellers in Deutschland zugelassen. 1951 wurde mit 3230 Stück die höchste Zahl erreicht. 1952 fiel sie auf 1975 und im Folgejahr auf 1252. 1954 waren es nur noch 62 Fahrzeuge.

## Verwandte Themen
- Josef Ganz – Ingenieur bei der Standard-Fahrzeugfabrik
- Der in den 1990er Jahren gebaute Nissan Figaro hatte gewisse stilistische Ähnlichkeit mit dem Gutbrod Superior aus den 1950er Jahren.